# منطقة شاتوشاك
منطقة شاتوشاك (بالإنجليزية: Chatuchak District)‏ هي منطقة من مناطق بانكوك. يبلغ عدد سكانها 176501 نسمة وذلك حسب إحصائيات سنة 2003. تبلغ مساحتها 32.908 كم².

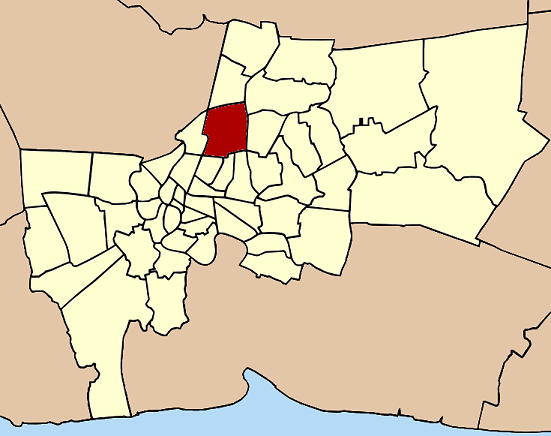
الموقع في بانكوك